# KidsReview.ru
KidsReview.ru (произносится кидзревью́ то́чка ру) — российское интернет-издание, основанное в 2010 году. Базируется в Санкт-Петербурге. Предоставляет широкий спектр информации по компаниям, мероприятиям, товарам и услугам для семей с детьми. Главный редактор — Виктория Красильщикова. Сайт входит в топ-4000 сайтов России по данным компании Alexa.

## Охват
Первоначально онлайн-издание «KidsReview.ru» охватывало Санкт-Петербург и Ленинградскую область. С осени 2011 года журнал начал также рассказывать про места и события в других регионах России. Первым таким регионом стала Пермь. В настоящее время в зону охвата журнала входит 21 город, в том числе Санкт-Петербург, Москва и все российские города-миллионники. Определённого рода информация (например, о детских лагерях) выдается также для других регионов, включая страны ближнего и дальнего зарубежья.
В 2015 году портал вышел на международный рынок под брендом FamilyWithKids.com. Сайт доступен на русском и английском языках.
В 2014 году сайт KidsReview.ru стал партнёром национального поисковика «Спутник» по проекту «Афиша для детей».

## Тематические блоки
Издание «KidsReview.ru» состоит из трех крупных блоков: Журнал, Афиша и Справочник.

### Журнал
Журнал содержит ленту ежедневно обновляемых новостей об интересных для родителей и детей событиях, рубрикатор мест, куда пойти с детьми (театры, магазины, музеи, рестораны и т. п.), блоги авторов издания, блоги и акции компаний. Здесь также публикуются авторские обзоры, посвященные интересным для посещения местам и рецензии к детским и юношеским спектаклям, идущим в театрах Санкт-Петербурга.

### Афиша
Афиша содержит репертуар театров, дающих постановки для детей на ближайшие недели с кратким описанием спектаклей, информацию о гастролях, постоянных и временных выставках, экскурсиях и мастер-классах. С октября 2012 года введена возможность приобретать билеты на различные спектакли и другие мероприятия прямо с сайта «KidsReview.Ru».
В сентябре 2012 года российский интернет-портал Яндекс совместно с изданием «KidsReview.Ru» организовали в рамках популярного онлайн-сервиса Яндекс.Афиша отдельную рубрику — «Дети», информация в которой предоставляется журналом «KidsReview.Ru».

### Справочник
В Справочнике собрана картотека разнообразных компаний, предоставляющих услуги, так или иначе связанные с детьми. Здесь собраны базы магазинов, образовательных, медицинских, спортивных и развлекательных учреждений, летних лагерей, ресторанов и т. п. База обновляется вручную, изменения в ней происходят ежедневно. В феврале 2013 года в каталоге издания фигурировало свыше 9400 организаций.

## Форум по kids-friendly-культуре и искусству
Летом 2011 года в Петербурге прошёл первый международный форум по kids-friendly-культуре и искусству, организатором которого стал проект «KidsReview.ru».
На форуме выступили представители российских и зарубежных музеев, театров и развлекательных центров, в частности шведского музея «Юнибаккен» и финского Парка Муми-троллей, которые делились с российскими коллегами своим опытом создания центров, дружелюбных к детям.

## Премия «Kids-friendly»
Активно продвигая в российской сфере массовых услуг понятие «kids-friendly» (дружелюбие к детям), интернет-журнал KidsReview.ru учредил ежегодную премию «Kids-friendly Business Award», присуждаемую организациям за особый вклад в развитие рынка детских товаров и услуг Санкт-Петербурга и Ленобласти. Премия присуждается в категориях «Рестораны», «Досуг», «Образование», «Медицина», «Услуги», «Активный отдых и спорт» и «Магазины». Начиная с 2012 года эта премия присуждается уже в двух городах: Петербурге и Москве.
Со временем премия стала международной; в 2016 году она впервые была проведена в Финляндии.

## Мобильное приложение
Пользователям доступно официальное приложение сайта KidsReview.ru для мобильных устройств на базе iOS и Android, по функциональности близкое к содержанию сайта, с разделами Афиша, Журнал и Календарь (первая в России мобильная детская афиша для этих платформ).

## Упоминания в СМИ
KidsReview.ru не раз упоминалось в различных СМИ, среди которых были и известные издания, такие как «Glamour», «Helsinki Times», «Cosmopolitan», «Комсомольская Правда», «Санкт-Петербургские Ведомости» и многие другие. Так же издание упоминало и Министерство Культуры Российской Федерации в новостях про международный Форум по kids-friendly культуре и искусству.